# Urs Remond
Urs Remond (ur. 12 października 1964 w Neukirchen-Vluyn) – niemiecki aktor, najbardziej znany w Polsce z roli lekarza Marka Harlanda w niemieckim serialu RTL Medicopter 117 (Medicopter 117 - Jedes Leben zählt, 2000-2006), gdzie grał od czwartego sezonu.

## Życiorys

### Wczesne lata
Swoje dzieciństwa i wczesną młodość spędził w Kamerunie, Afryce. Przez wiele lat mieszkał także w Paryżu. Po ukończeniu szkoły średniej w Szwajcarii, uczęszczał na lekcje śpiewu, tańca i choreografii w Bernie. Jednak wypadek motocyklowy zakończył jego edukację taneczną. Studiował dramat na Universität für Musik und darstellende Kunst w Hamburgu. Pisał scenariusze teatralne i gra na scenie kilku swoich sztukach, wystąpił w klasycznym przedstawieniu Dracula w Hebbel-Theater w Berlinie i Mozarta Titus (La clemenza di Tito) w Komischen Oper w Berlinie.

### Kariera
Po raz pierwszy pojawił się na szklanym ekranie w dwóch odcinkach niemieckiego serialu ZDF Klinika w Schwarzwaldzie (Die Schwarzwaldklinik, 1986) u boku Saschy Hehna i Tobiasa Hoesla. Zagrał z Valérie Kaprisky, Stacy Keachem i Peterem Gallagherem w dramacie biograficznym Milena (1991). 
Wystąpił gościnnie w serialach: Sat 1 Trzy (Die Drei, 1997), RTL2 Lexx (2000), RTL Klaun (Der Clown, 2001), a także w dramacie Zachód (Abendland, 1999), miniserialu BBC Two 37 dni - droga do I wojny światowej (37 Days, 2014) jako książę Karol Lichnowsky i telewizyjnym melodramacie ZDF Rosamunde Pilcher: Tajemnica wyspy kwiatów (Das Geheimnis der Blumeninsel, 2018) jako Ian O’Hara. Użyczył także głosu dowódcy czołgu Peterowi Müllerowi w grze komputerowej EA DICE Battlefield 5 - ostatni tygrys (Battlefield 5 - Der letzte Tiger, 2019).

## Wybrana filmografia

### Filmy
- 1992: Heiß - Kalt (TV) jako Roberto Boffola
- 1994: Birkenhof & Lerchenau (TV) jako Konstantin
- 1999: Zmierzch (Abendland) jako Paul
- 2000: Ben & Maria - Liebe auf den zweiten Blick (TV) jako Pan Schmeißer
- 2013: Iron Wolf jako dr Müller

### Seriale TV
- 1986: Klinika w Schwarzwaldzie (Die Schwarzwaldklinik) jako Holger Boldt
- 1987: Dziedzictwo Guldenburgów (Das Erbe der Guldenburgs) jako Graf Wolfgang von Staaken
- 1993-1994: Auto Fritze
- 1996: Kobra – oddział specjalny - pt. Fałszywi policjanci ( Falsches blaulicht) jako Wieland
- 1997: Hinter Gittern - Der Frauenknast jako Marc Schneider
- 1999: Schrei - denn ich werde dich töten! jako Michaelis
- 2000: Lexx jako Cab
- 2000-2006: Medicopter 117 (Medicopter 117 - Jedes Leben zählt) jako dr Mark Harland
- 2001: Klaun (Der Clown) jako Bradley Brown
- 2002-2005: Berlin, Berlin jako Pan Gerolf
- 2005: Pfarrer Braun - Adel vernichtet jako Georg Westphal
- 2009: Jednostka specjalna „Dunaj” jako Anatol Opitz
- 2010: Rosamunde Pilcher: Decyzja z miłości (Rosamunde Pilcher: Im Zweifel für die Liebe) jako Harry Ridgeman
- 2011: Kamuflaż (Covert Affairs) jako Isaak von Hagen
- 2013: Tatort: Happy Birthday, Sarah! jako Thomas Christmann
- 2014: Kobra – oddział specjalny jako Jean Le Marie
- 2014: Verbotene Liebe (Zakazana miłość) jako Tilo Köster
- 2019: Kobra – oddział specjalny jako Robin Leisch